# Mohamed Zaki
Mohamed Ahmed Zaki Mohamed (en arabe: محمد أحمد زكي محمد), né le 29 janvier 1956, est un général et un homme politique égyptien. Il est ministre de la Défense depuis juin 2018.

## Biographie
Commandant du corps des parachutistes de l'armée égyptienne de 2008 à 2012, il prend ensuite le commandement de la Garde républicaine. Le 14 juin 2018, il remplace Sedki Sobhi comme ministre de la Défense dans le gouvernement Madbouli de Abdel Fattah el-Sisi.